# Taika Koilahti
Taika Koilahti (4 dicembre 1998) è una lunghista finlandese.

## Palmarès
| Anno | Manifestazione   | Sede     | Evento         | Risultato | Prestazione | Note |
| ---- | ---------------- | -------- | -------------- | --------- | ----------- | ---- |
| 2017 | Europei juniores | Grosseto | Salto in lungo | 8ª        | 6,14 m      |      |
| 2019 | Europei under 23 | Gävle    | Salto in lungo | Finale    | nm          |      |
| 2019 | Mondiali         | Doha     | Salto in lungo | 27ª (q)   | 6,35 m      |      |